# ベルトラン・ブリエ
ベルトラン・ブリエ（Bertrand Blier, 1939年3月14日 - 2025年1月20日）は、フランスの映画監督・脚本家。

## 略歴
父親は俳優のベルナール・ブリエ。
映画監督のドニス・ド・ラ・パテリエールとクリスチャン＝ジャックのアシスタント（助監督）として映画界に入り、1963年に映画監督としてデビュー。1978年の『ハンカチのご用意を』でアカデミー外国語映画賞を、1989年の『美しすぎて』でカンヌ国際映画祭審査員グランプリとセザール賞最優秀作品賞を受賞している。
脚本を担当した『狼どもの報酬』（1971年、ジョルジュ・ロートネル監督）に父ベルナール・ブリエがメインキャストで出演している。
2025年1月20日の夜に死去。85歳没。

## 監督作品
- ヒットラーなんか知らないよ（フランス語版） Hitler, connais pas (1963／ドキュメンタリー)
- La grimace (1966／短編)
- Si j'étais un espion (1974)
- バルスーズ Les Valseuses (1974)
- Calmos (1976)
- ハンカチのご用意を Préparez vos mouchoirs (1978)
- 料理は冷たくして（フランス語版） Buffet Froid (1979) ビデオ題・TV放映題
シネクラブ上映題「お料理は冷たくして」
- Beau-père (1981)
- La femme de mon pote (1983)
- 真夜中のミラージュ（フランス語版） Notre Histoire (1984) ビデオ題・TV放映題
- タキシード Tenue de soirée (1986)
- 美しすぎて Trop belle pour toi (1989)
- メルシー・ラ・ヴィ（フランス語版） Merci la vie (1991)
- 忘却に抗って - 命のための30通の手紙 Contre l'oubli (1991／エピソード監督) 映画祭上映
- Un, deux, trois, soleil (1993)
- 私の男 Mon homme (1996)
- Les Acteurs (2000)
- Les Côtelettes (2003)
- ダニエラという女（フランス語版） Combien tu m'aimes? (2005)[3]
- クラッシュドアイスの雑音（フランス語版） Le Bruit des glaçons (2010)

## 戯曲
- 1997 : Les Côtelettes (演出：ベルナール・ミュラ／主演：ミシェル・ブーケ、フィリップ・ノワレ) ポルト＝サン＝マルタン劇場
- 2010 : Désolé pour la moquette... (演出も) アントワーヌ劇場